# Francja na Zimowych Igrzyskach Olimpijskich 1948
Reprezentacja Francji na Zimowych Igrzyskach Olimpijskich 1948 w Sankt Moritz liczyła 36 zawodników – 28 mężczyzn i 8 kobiet. Francuzi wystartowali w siedmiu dyscyplinach sportowych i zdobyli łącznie pięć medali – 2 złote, 1 srebrny i 2 brązowe, co pozwoliło na zajęcie piątego miejsca w klasyfikacji medalowej tych igrzysk. Był to piąty w historii start reprezentacji Francji na zimowych igrzyskach olimpijskich.
Najmłodszą reprezentantką Francji była łyżwiarka figurowa Jacqueline du Bief (17 lat 61 dni), a najstarszym Francuzem startującym w igrzyskach był bobsleista i skeletonista – William Gayraud-Hirigoyen (49 lat 277 dni). Funkcję chorążego reprezentacji Francji podczas ceremonii otwarcia igrzysk w Sankt Moritz pełnił James Couttet.

## Zdobyte medale
| Medal  | Zawodnik       | Dyscyplina sportowa   | Konkurencja         | Rezultat |
| ------ | -------------- | --------------------- | ------------------- | -------- |
| Złoto  | Henri Oreiller | Narciarstwo alpejskie | Zjazd mężczyzn      | 2:55,0   |
| Złoto  | Henri Oreiller | Narciarstwo alpejskie | Kombinacja mężczyzn | 3,27     |
| Srebro | James Couttet  | Narciarstwo alpejskie | Slalom mężczyzn     | 2:10,8   |
| Brąz   | James Couttet  | Narciarstwo alpejskie | Kombinacja mężczyzn | 6,95     |
| Brąz   | Henri Oreiller | Narciarstwo alpejskie | Slalom mężczyzn     | 2:12,8   |

## Skład reprezentacji

### Biegi narciarskie

#### Mężczyźni
| Zawodnik       | Sztafeta 4x10 km | Bieg na 18 km |
| -------------- | ---------------- | ------------- |
| René Jeandel   | 7.               | 42.           |
| Gérard Perrier | 7.               | –             |
| Marius Mora    | 7.               | 37.           |
| Benoît Carrara | 7.               | 11.           |
| André Buffard  | –                | 44.           |
| Paul Bouveret  | –                | 48.           |
| Walter Jeandel | –                | 71.           |

### Bobsleje

#### Mężczyźni
| Zawodnik                  | Dwójki | Czwórki |
| ------------------------- | ------ | ------- |
| René Charlet              | –      | 9.      |
| Jean Morin                | –      | 9.      |
| Jacques Descatoire        | –      | 9.      |
| Amédée Ronzel             | –      | 9.      |
| Henri Achille Fould       | 11.    | –       |
| Henri Evrot               | 11.    | 13.     |
| Félix Bonnat              | –      | 13.     |
| Gilbert Achard-Picard     | -      | 13.     |
| Louis Saint-Calbre        | 12.    | 13.     |
| William Gayraud-Hirigoyen | 12.    | -       |

### Kombinacja norweska

#### Mężczyźni
| Zawodnik       | Indywidualnie |
| -------------- | ------------- |
| René Jeandel   | 19.           |
| Walter Jeandel | 30.           |

### Łyżwiarstwo figurowe

#### Kobiety
| Zawodniczka        | Solistki |
| ------------------ | -------- |
| Jacqueline du Bief | 16.      |

#### Pary
| Para                         | Miejsce |
| ---------------------------- | ------- |
| Denise Favart Jacques Favart | 14.     |

### Narciarstwo alpejskie

#### Mężczyźni
| Zawodnik         | Zjazd | Slalom | Kombinacja |
| ---------------- | ----- | ------ | ---------- |
| Henri Oreiller   | 1.    | 3.     | 1.         |
| Guy de Huertas   | 23.   | –      | –          |
| Désiré Lacroix   | –     | 15.    | –          |
| Georges Panisset | 23.   | –      | 18.        |
| Jean Pazzi       | 33.   | –      | –          |
| Claude Penz      | 34.   | 34.    | 24.        |
| James Couttet    | 13.   | 2.     | 3.         |

#### Kobiety
| Zawodnik                    | Zjazd | Slalom | Kombinacja |
| --------------------------- | ----- | ------ | ---------- |
| Fernande Bayetto            | 21.   | –      | –          |
| Micheline Desmazières       | 29.   | –      | –          |
| Françoise Gignoux           | 7.    | 12.    | 5.         |
| Georgette Miller-Thiollière | 31.   | 4.     | 20.        |
| Lucienne Schmidt-Couttet    | 10.   | 20.    | 10.        |
| Suzanne Thiollière          | 6.    | DNF    | 10.        |

### Skeleton

#### Mężczyźni
| Zawodnik                  | Indywidualnie |
| ------------------------- | ------------- |
| William Gayraud-Hirigoyen | DNF           |

### Skoki narciarskie

#### Mężczyźni
| Zawodnik        | Indywidualnie |
| --------------- | ------------- |
| Arsène Lucchini | 22.           |
| James Couttet   | 25.           |
| Régis Charlet   | 26.           |
| Jean Monnier    | 31.           |